# Georg Christoph von Schlieben
Georg Christoph Graf von Schlieben (* 5. Juni 1676 in Gerdauen; † 12. November 1748 in Berlin) war ein preußischer Staatsminister.

## Leben

### Herkunft und Familie

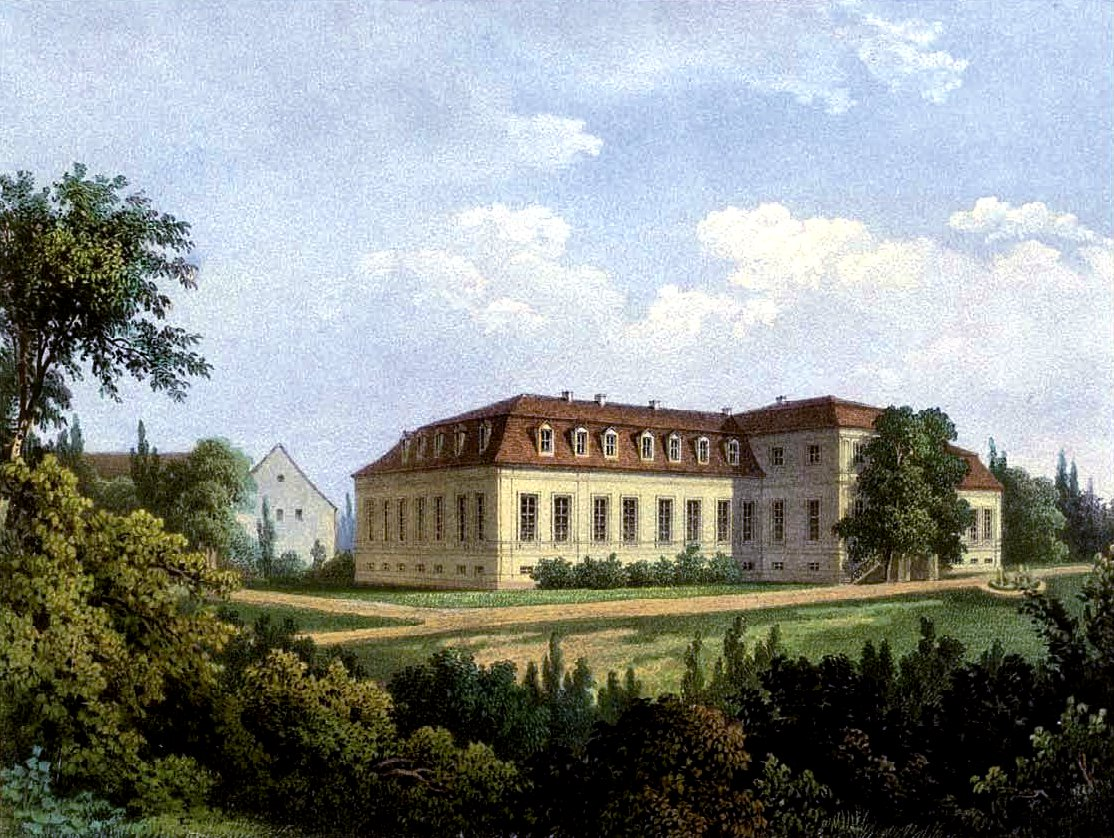
Schloss Sanditten

Georg Christoph von Schlieben war Angehöriger der preußischen Grafen von Schlieben zu Alt-Haus Gerdauen. Seine Eltern waren der am 9. August 1718 in Berlin in den erblichen preußischen Grafenstand erhobene, preußische Landjägermeister, Erbhauptmann zu Gerdauen, Nordenburg, sowie Erbherr auf Sanditten und Klingbeck, Georg Adam von Schlieben (1649–1720) und Eleonore Christine von Oelsen (1652–1713). Der hessen-kasslerische Generalmajor Adam Friedrich von Schlieben (1677–1752) und der preußische Staatsminister Albrecht Ernst von Schlieben (1680–1753) waren seine Brüder. Georg Christoph vermählte sich 1712 mit Eleonore Lucie von Ilten (1686–1757), einer Tochter von Jobst Hermann von Ilten (1649–1730). Aus der Ehe gingen nachstehende Kinder hervor:
- Wilhelmina Sophie Charlotte (1713–1760), ⚭ 1736 Samuel Ludwig von Lüderitz (1699–1778), preußischer Gesandter in Stockholm
- Eleonore (1720–1755), ⚭ 1742 Dietrich Cesarion Freiherr von Keyserling (1698–1745), preußischer Oberst und Generaladjutant Friedrichs des Großen
- Luise Sophie Emilie (* 1724), ⚭ Christian von Berg († 1684), Landvogt der Uckermark, Senior des Hochstifts Halberstadt
- Friedrich (1726–1751), ⚭ (I) 1751 Augusta Wilhelmine Louisa von Danckelmann, Tochter von Friedrich Wilhelm von Danckelmann (1682–1746); ⚭ (II) Karoline Luise von Wangenheim (* 1739)

### Werdegang
Schlieben war Geheimer Finanzrat, bevor er am 10. September 1725 zum Wirklichen Geheimen Rat avancierte. Er war ebenfalls Ober- und Hofjägermeister, zudem Präsident der Kurmärkischen Kammer, weiterhin klevischer Jägermeister und Oberforstmeister der Mittel- und Uckermark. Außerdem war er Hauptmann der Herrschaften und Ämter Wusterhausen, Teupitz, Potsdam und Saarmund. Schlieben war auch Waldgrave zu Nergena und Montreburg im Klevischen. Er war seit Juni 1740 Ritter des Schwarzen Adlerordens.